# 荻野喜弘
荻野 喜弘（おぎの よしひろ、1944年1月15日 - ）は、日本の経済学者、経済学博士（九州大学）。第14代下関市立大学学長、元九州大学経済学研究院長（経済学部長・経済学府長）。専門は社会経済史、石炭産業論。

## 来歴・人物
1944年、群馬県の生まれ。群馬県立館林高等学校、東京大学経済学部を経て、宇部興産株式会社（現・UBE株式会社）入社。その後、東京大学経済学研究科博士課程（単位習得退学）を経て、久留米大学商学部講師、同大学助教授を歴任。1983年より九州大学に転じ、2004年より同大学経済学研究院長、同大学附属図書館付設記録資料館長なども務めた。2010年より下関市立大学学長に就任。2013年より同大学理事長。

## 略歴
- 1967年 東京大学経済学部卒業
- 1967年 宇部興産（現・UBE）入社。同期には松本卓（宇部三菱セメント〈現：UBE三菱セメント〉社長〉、中田康雄（カルビー社長兼CEO兼CIO）などがいる。
- 1974年 東京大学大学院経済学研究科経済学専攻修士課程修了
- 1978年 東京大学大学院経済学研究科経済学専攻博士課程単位取得退学
- 1980年 久留米大学商学部助教授
- 1983年 九州大学石炭研究資料センター助教授
- 1993年 九州大学経済学部教授
- 2000年 九州大学経済学研究院教授
- 2004年 九州大学経済学研究院（経済学部長・経済学府長）
- 2007年 九州産業大学商学部教授
- 2010年 下関市立大学学長
- 2013年 下関市立大学理事長

## 著書

### 単著
- 『筑豊炭鉱労資関係史』（九州大学出版会、1993年）

### 編著
- 『戦前期筑豊炭鉱業の経営と労働』（啓文社、1990年）
- 『近代日本のエネルギーと企業活動　北部九州地域を中心として』（日本経済評論社、2010年）